# Federación de Baloncesto de la República Srpska
La Federación de Baloncesto de la República de Srpska (en serbio: Кошаркашки савез Републике Српске, Košarkaški savez Republike Srpske), conocida por sus siglas KSRS, es una federación de baloncesto que organiza torneos de clubes de baloncesto, gestiona clubes de baloncesto y desarrolla el baloncesto en la República de Srpska. Coopera con el Ministerio de Familia, Juventud y Deportes de la República Srpska. Es miembro de pleno derecho de la Unión Deportiva de la República Srpska y colabora con la Federación Serbia de Baloncesto.
La Primera Liga de la República Srpska es la competición de segundo nivel en Bosnia y Herzegovina después de la Primera Liga de Bosnia y Herzegovina.

## Torneos
La Federación de Baloncesto de la República de Srpska organiza competiciones de baloncesto en el territorio.
- Copa de baloncesto de la República Srpska
- Meridianbet Primera Liga de Baloncesto Masculino de la República de Srpska[3][4]
- Meridianbet Primera Liga de Baloncesto Femenino de la República de Srpska
- Segunda Liga de Baloncesto Masculino de la República de Srpska (Grurpo "Oeste")
- Segunda Liga de Baloncesto Masculino de la República de Srpska (Grupo "Este")
- Segunda Liga de Baloncesto Masculino de la República de Srpska (Grupo "Centro")
- Mini liga

## Organización
La dirección del federación está subordinada a cuatro comités de baloncesto (por región):
- Banja Luka
- Bijeljina y Bratunac
- Romanija - Herzegovina y Bileća
- Doboj y Modriča